# Réseau Ferré de France
Réseau Ferré de France var en myndighet i Frankrike som förvaltade järnväg. Det avskildes från järnvägsoperatören SNCF enligt EU-direktivet 91/440. Den ersattes 2015 av SNCF Réseau.